# Емпорія (Канзас)
Емпорія (англ. Emporia) — місто (англ. city) в США, в окрузі Лайон штату Канзас. Населення — 24 139 осіб (2020).

## Географія
Емпорія розташована за координатами 38°24′8″ пн. ш. 96°11′29″ зх. д. / 38.40222° пн. ш. 96.19139° зх. д. (38.402089, -96.191492). За даними Бюро перепису населення США в 2010 році місто мало площу 30,94 км², з яких 30,64 км² — суходіл та 0,30 км² — водойми.

### Клімат
| Клімат : Емпорія      | Клімат : Емпорія | Клімат : Емпорія | Клімат : Емпорія | Клімат : Емпорія | Клімат : Емпорія | Клімат : Емпорія | Клімат : Емпорія | Клімат : Емпорія | Клімат : Емпорія | Клімат : Емпорія | Клімат : Емпорія | Клімат : Емпорія | Клімат : Емпорія |
| Показник              | Січ.             | Лют.             | Бер.             | Квіт.            | Трав.            | Черв.            | Лип.             | Серп.            | Вер.             | Жовт.            | Лист.            | Груд.            | Рік              |
| Середній максимум, °C | 4,4              | 7,8              | 11,1             | 18,9             | 24,4             | 30,0             | 32,8             | 32,8             | 28,9             | 21,1             | 12,2             | 6,7              | 19,4             |
| Середній мінімум, °C  | −7,2             | −4,4             | −1,7             | 6,1              | 11,7             | 17,2             | 20,0             | 19,4             | 13,9             | 7,8              | −0,6             | −5               | 6,7              |
| Норма опадів, мм      | 18               | 30               | 58               | 61               | 109              | 124              | 130              | 99               | 79               | 74               | 28               | 23               | 833              |
| --------------------- | ---------------- | ---------------- | ---------------- | ---------------- | ---------------- | ---------------- | ---------------- | ---------------- | ---------------- | ---------------- | ---------------- | ---------------- | ---------------- |
| Джерело: Weatherbase  |                  |                  |                  |                  |                  |                  |                  |                  |                  |                  |                  |                  |                  |

## Демографія
Згідно з переписом 2010 року, у місті мешкало 24 916 осіб у 9812 домогосподарствах у складі 5571 родини. Густота населення становила 805 осіб/км². Було 11352 помешкання (367/км²).
Расовий склад населення:
| - 79,2 % — білих - 3,2 % — чорних або афроамериканців - 3,1 % — азіатів - 0,8 % — корінних американців - 0,1 % — вихідців з тихоокеанських островів - 10,5 % — осіб інших рас |

До двох чи більше рас належало 3,1 %. Частка іспаномовних становила 25,4 % від усіх жителів.
За віковим діапазоном населення розподілялося таким чином: 23,5 % — особи молодші 18 років, 65,1 % — особи у віці 18—64 років, 11,4 % — особи у віці 65 років та старші. Медіана віку мешканця становила 29,0 року. На 100 осіб жіночої статі у місті припадало 93,0 чоловіків; на 100 жінок у віці від 18 років та старших — 89,8 чоловіків також старших 18 років.
Середній дохід на одне домашнє господарство становив 47 243 долари США (медіана — 36 228), а середній дохід на одну сім'ю — 57 619 доларів (медіана — 43 935). Медіана доходів становила 34 635 доларів для чоловіків та 28 163 долари для жінок. За межею бідності перебувало 25,9 % осіб, у тому числі 28,6 % дітей у віці до 18 років та 12,4 % осіб у віці 65 років та старших.
Цивільне працевлаштоване населення становило 12 418 осіб. Основні галузі зайнятості: освіта, охорона здоров'я та соціальна допомога — 29,6 %, виробництво — 17,7 %, роздрібна торгівля — 12,6 %, мистецтво, розваги та відпочинок — 10,7 %.

## Персоналії
- Рональд Лі Ермі (1944—2018) — американський актор.